# Le Gault-Soigny
Le Gault-Soigny település Franciaországban, Marne megyében. Lakosainak száma 503 fő (2022. január 1.). Le Gault-Soigny Bergères-sous-Montmirail, Boissy-le-Repos, Charleville, Les Essarts-lès-Sézanne, Mécringes, Montmirail (Marne) és Morsains községekkel határos.

## Népesség
A település népességének változása:
| Lakosok száma | 458  | 345  | 392  | 455  | 539  | 544  | 529  | 512  | 507  | 503  |
|               | 1968 | 1982 | 1990 | 2006 | 2013 | 2015 | 2017 | 2019 | 2020 | 2022 |